# Diplôme supérieur de comptabilité
Le diplôme supérieur de comptabilité (DSC), non reconnu au RNCP, a été délivré par le Conservatoire national des arts et métiers (CNAM) jusqu'en 2008.

## Historique
Il était prévu de ne plus délivrer le DSC du CNAM (et les diplômes CNAM de Diplôme d'études supérieures) à partir de la fin 2009 , mais les statistiques du ministère de l'éducation nationale montrent que les derniers diplômes du DSC du CNAM ont été délivrés en 2008  en tant que diplômes d'établissement.

## Cursus de formation
Les cours sont ceux de l'enseignement supérieur, il sanctionne 2 à 3 années d'études après un Bac +2.
Le diplôme s'obtient par la capitalisation d'Unités de Valeurs (U.V.) organisées en cours et/ou travaux pratiques.
Chaque unité d'enseignement donne lieu à un contrôle des connaissances, soit par un examen annuel, soit par la combinaison : examen annuel - contrôle continu. Après succès aux examens (note >= 10/20), des attestations des valeurs ou demi-valeurs pour les unités acquises sont établies.

## Conditions d'obtention
Conditions d'obtention du DSC  :
- Avoir 23 ans minimum,
- Posséder un diplôme de 1er cycle universitaire (Bac +2 ou Licence L3),
- Avoir acquis toutes les U.V. prévues (généralement 6 de cycle B),
- Remplir les conditions d'expérience professionnelle,
- avoir acquis en cas de dispense, au moins 2 U.V.(Unité de Valeur).

Expérience professionnelle requise , :
- Si l'activité professionnelle de niveau satisfaisant correspond à la spécialité du diplôme préparé, la durée minimale requise est de 2 ans à temps plein. Si l'activité professionnelle ne correspond pas en nature et niveau à la spécialité du diplôme préparé, la durée minimale requise est de 3 ans à temps plein.
- Si l’expérience professionnelle est inexistante ou insuffisante, la personne devra faire un stage de 3 à 6 mois dans la spécialité pour obtenir son diplôme. En l'absence de ce stage, la demande de diplôme sera refusée et il ne sera délivré qu’une attestation des valeurs obtenues.
- Pour être sûr de satisfaire aux exigences d’expérience professionnelle, tout dossier doit être validé par le service scolarité du Centre Régional ou le Centre d’Enseignement des Arts et Métiers.

Niveau d'études recommandé : 
- Bac + 2

## Modification consécutive à la réforme LMD (Licence-Master-Doctorat)
Aujourd’hui, et depuis la réforme LMD, le DSC a été remplacées par des diplômes de licence et de master. Le DSC a été remplacé aussi par des «Titres Professionnels» ou «Titres RNCP». Ces titres inscrits au RNCP sont homologués par l’État qui  reconnait ainsi la dimension professionnelle du diplôme et le sérieux de l’institution qui le prépare. Cette homologation permet aussi au diplôme d'être reconnu sur l'ensemble du territoire national, dans les différentes conventions collectives et par la plupart des concours administratifs,,.

### Correspondance entre le DSC (bac+4) et les "Titres RNCP" ou Titre professionnel inscrit au RNCP - niveau II (bac+4)
- Le DSC est devenu Titre RNCP de responsable comptable

## Privilèges ou dispenses accordés aux titulaires du DSC pour les concours, études ou conventions collectives
- Le DSC permet d'obtenir certaines dispenses aux épreuves du diplôme d'état du Diplôme de comptabilité et de gestion (bac+3), dénommé ainsi depuis 2008 (anciennement diplôme d'études comptables et financières (DECF)). Voir ce tableau.